# خوسيه فاسكيز
خوسيه فاسكيز (بالإسبانية: Elías Vásquez)‏ هو لاعب كرة قدم غواتيمالي في مركز الدفاع، ولد في 18 يونيو 1992 في مدينة غواتيمالا في غواتيمالا. شارك مع منتخب غواتيمالا تحت 20 سنة لكرة القدم ومنتخب غواتيمالا لكرة القدم. أما مع النوادي، فقد لعب مع ريال سالت ليك وشيكاغو فاير ونادي كوميونيكيشنس.

## وصلات خارجية
- خوسيه فاسكيز على موقع الدوري الأمريكي (الإنجليزية)
- خوسيه فاسكيز على موقع قاعدة بيانات كرة القدم.إي يو (الإنجليزية)
- خوسيه فاسكيز على موقع ناشيونال فوتبول تيمز (الإنجليزية)
- خوسيه فاسكيز على موقع Soccerway.com (الإنجليزية)
- خوسيه فاسكيز على موقع AS.com (الإسبانية)